# Bakau New Town
Bakau New Town ist ein Ortsteil der Gemeinde Kanifing (englisch Kanifing Municipal) im westafrikanischen Staat Gambia.
Der Ortsteil liegt im Norden der Gemeinde und gehört zum Ort Bakau. Bei der Volkszählung von 1993 wurde Bakau New Town als eigener Ort mit 26.687 Einwohnern gelistet.
Fajara ist ein großer Teil von Bakau New Town, die Abgrenzungen sind nicht belegt.

## Geographie
Bakau New Town liegt im Westen von Bakau an der Küste des Atlantischen Ozeans. Im Osten schließt sich Old Bakau an, die grenze bildet die Sait Matty Road. Im Südosten liegt benachbart Old Jeshwang und im Süden Kanifing, die Grenze ist definiert durch den Bertil Harding Highway, der östlicher Richtung verläuft. Zum Teil wird ein Gebiet südlich des Bertil Harding Highway noch zu Fajara gezählt. Ein kleines Stück im Südwesten grenzt südlich des Bertil Harding Highway an dem Ortsteil Latri Kunda. Im Westen liegt Kotu, ein Teil von Manjai Kunda, der Fajara Golf Course begrenzt beide Ortsteile.